# 砺波志留志
砺波 志留志（となみ の しるし）は、奈良時代の越中国（富山県）の地方豪族。氏は利波とも表記する。姓は臣。官位は従五位上・伊賀守。

## 出自
『古事記』によれば、砺波臣は孝霊天皇の皇子・日子刺肩別命の末裔とされる。

## 経歴
本貫は越中国。天平19年（747年）3000石の米を東大寺大仏の智識のために献上し、銭1000貫を献上した大初位下・河俣人麻呂とともに外従五位下に叙せられる。天平勝宝元年（749年）越中国砺波郡にある東大寺領伊加留伎野地（いかるき。現在の富山県小矢部市石動）の南に土地を所有していた記録がある。
称徳朝の天平神護3年（767年）東大寺に墾田100町を献上したことから、従五位上・越中員外介に叙任される。同じ年に、越中国の東大寺検校の任に当たり、文書や絵図に署名を残している。光仁朝の宝亀10年（779年）伊賀守に任官している。
東大寺修二会の過去帳には、「米五千石奉加利波志留志」と記され、現在もお水取りでは毎年読みあげられている。

## 官歴
『続日本紀』による。
- 天平19年（747年） 9月2日：外従五位下（直叙。奉米3000石）
- 天平神護3年（767年） 3月20日：越中員外介、従五位上（内位。墾田100町献於東大寺）
- 宝亀10年（779年） 2月23日：伊賀守

## その他
富山県砺波市の埋蔵文化財センター兼歴史博物館施設である砺波市埋蔵文化財センターは、愛称を「しるし」といい、これは砺波志留志の名に由来する。

## 参考資料
- 『コンサイス日本人名辞典 改訂新版』p867、三省堂、1993年
- 宇治谷孟『続日本紀 （中）』講談社〈講談社学術文庫〉、1992年
- 宇治谷孟『続日本紀 （下）』講談社〈講談社学術文庫〉、1995年